# Liste des monuments historiques protégés en 1982
Cet article recense les monuments historiques français classés ou inscrits en 1982.

## Protections
| Édifice                                                                | Commune                      | Département             | Région                     | Protection | Base Mérimée                         | Coordonnées                          | Image |
| ---------------------------------------------------------------------- | ---------------------------- | ----------------------- | -------------------------- | ---------- | ------------------------------------ | ------------------------------------ | ----- |
| Basilique d'Ars                                                        | Ars-sur-Formans              | Ain                     | Auvergne-Rhône-Alpes       | classé     | « PA00116294 », notice no PA00116294 | 45° 59′ 34″ nord, 4° 49′ 25″ est     |       |
| Chapelle d'Épaisse                                                     | Bâgé-Dommartin               | Ain                     | Auvergne-Rhône-Alpes       | inscrit    | « PA00116296 », notice no PA00116296 | 46° 18′ 58″ nord, 4° 59′ 34″ est     |       |
| Hospice de Châtillon-sur-Chalaronne                                    | Châtillon-sur-Chalaronne     | Ain                     | Auvergne-Rhône-Alpes       | classé     | « PA00116369 », notice no PA00116369 | 46° 07′ 09″ nord, 4° 57′ 18″ est     |       |
| Église Notre-Dame-des-Marais                                           | Montluel                     | Ain                     | Auvergne-Rhône-Alpes       | inscrit    | « PA00116433 », notice no PA00116433 | 45° 51′ 07″ nord, 5° 03′ 28″ est     |       |
| Hôtel de Condé                                                         | Montluel                     | Ain                     | Auvergne-Rhône-Alpes       | inscrit    | « PA00116435 », notice no PA00116435 | 45° 51′ 03″ nord, 5° 03′ 18″ est     |       |
| Chapelle de Mornay                                                     | Nurieux-Volognat             | Ain                     | Auvergne-Rhône-Alpes       | classé     | « PA00116444 », notice no PA00116444 | 46° 11′ 41″ nord, 5° 31′ 08″ est     |       |
| Église de l'Assomption                                                 | Prévessin-Moëns              | Ain                     | Auvergne-Rhône-Alpes       | inscrit    | « PA00116536 », notice no PA00116536 | 46° 15′ 14″ nord, 6° 04′ 52″ est     |       |
| Église Saint-Trivier                                                   | Saint-Trivier-de-Courtes     | Ain                     | Auvergne-Rhône-Alpes       | inscrit    | « PA00116570 », notice no PA00116570 | 46° 27′ 33″ nord, 5° 04′ 58″ est     |       |
| Château de Jouaignes                                                   | Jouaignes                    | Aisne                   | Hauts-de-France            | inscrit    | « PA00115703 », notice no PA00115703 | 49° 18′ 03″ nord, 3° 32′ 16″ est     |       |
| Abbaye Saint-Nicolas-des-Prés                                          | Ribemont                     | Aisne                   | Hauts-de-France            | inscrit    | « PA00115887 », notice no PA00115887 | 49° 48′ 16″ nord, 3° 27′ 28″ est     |       |
| Château de Mazancourt                                                  | Vivières                     | Aisne                   | Hauts-de-France            | inscrit    | « PA00115991 », notice no PA00115991 | 49° 18′ 03″ nord, 3° 05′ 59″ est     |       |
| Château du Châtelard                                                   | Ébreuil                      | Allier                  | Auvergne-Rhône-Alpes       | inscrit    | « PA00093091 », notice no PA00093091 | 46° 07′ 44″ nord, 3° 02′ 38″ est     |       |
| Château de Ferrières                                                   | Ferrières-sur-Sichon         | Allier                  | Auvergne-Rhône-Alpes       | inscrit    | « PA00093101 », notice no PA00093101 | 46° 01′ 30″ nord, 3° 38′ 42″ est     |       |
| Bâtiments à pans de bois                                               | Saint-Didier-en-Donjon       | Allier                  | Auvergne-Rhône-Alpes       | classé     | « PA00093267 », notice no PA00093267 | 46° 23′ 03″ nord, 3° 51′ 30″ est     |       |
| Maison des Voûtes                                                      | Souvigny                     | Allier                  | Auvergne-Rhône-Alpes       | inscrit    | « PA00093305 », notice no PA00093305 | 46° 32′ 09″ nord, 3° 11′ 40″ est     |       |
| Prieuré de Carluc                                                      | Céreste                      | Alpes-de-Haute-Provence | Provence-Alpes-Côte d'Azur | classé     | « PA00080365 », notice no PA00080365 | 43° 52′ 17″ nord, 5° 37′ 01″ est     |       |
| Hôtel Thoron de la Robine                                              | Digne-les-Bains              | Alpes-de-Haute-Provence | Provence-Alpes-Côte d'Azur | classé     | « PA00080381 », notice no PA00080381 | 44° 05′ 34″ nord, 6° 14′ 16″ est     |       |
| Église Sainte-Marie-Madeleine                                          | Coursegoules                 | Alpes-Maritimes         | Provence-Alpes-Côte d'Azur | inscrit    | « PA00080716 », notice no PA00080716 | 43° 47′ 40″ nord, 7° 02′ 24″ est     |       |
| Auberge La Cardinale                                                   | Baix                         | Ardèche                 | Auvergne-Rhône-Alpes       | inscrit    | « PA00116637 », notice no PA00116637 | 44° 42′ 45″ nord, 4° 45′ 50″ est     |       |
| Concoules                                                              | Lespéron                     | Ardèche                 | Auvergne-Rhône-Alpes       | inscrit    | « PA00116725 », notice no PA00116725 | 44° 42′ 36″ nord, 3° 52′ 21″ est     |       |
| Chapelle du Calvaire de Payzac                                         | Payzac                       | Ardèche                 | Auvergne-Rhône-Alpes       | inscrit    | « PA00116739 », notice no PA00116739 | 44° 27′ 12″ nord, 4° 09′ 10″ est     |       |
| Église Saint-Julien de Pourchères                                      | Pourchères                   | Ardèche                 | Auvergne-Rhône-Alpes       | inscrit    | « PA00116744 », notice no PA00116744 | 44° 44′ 48″ nord, 4° 30′ 24″ est     |       |
| Église Saint-Félicien de Saint-Félicien                                | Saint-Félicien               | Ardèche                 | Auvergne-Rhône-Alpes       | inscrit    | « PA00116784 », notice no PA00116784 | 45° 05′ 11″ nord, 4° 37′ 39″ est     |       |
| Pont sur l'Eyrieux                                                     | Saint-Fortunat-sur-Eyrieux   | Ardèche                 | Auvergne-Rhône-Alpes       | classé     | « PA00116785 », notice no PA00116785 | 44° 49′ 39″ nord, 4° 40′ 37″ est     |       |
| Hôtel de la Villeon                                                    | Tournon-sur-Rhône            | Ardèche                 | Auvergne-Rhône-Alpes       | inscrit    | « PA00116831 », notice no PA00116831 | 45° 04′ 04″ nord, 4° 49′ 50″ est     |       |
| Fontaine de La Voulte-sur-Rhône                                        | La Voulte-sur-Rhône          | Ardèche                 | Auvergne-Rhône-Alpes       | classé     | « PA00116870 », notice no PA00116870 | 44° 47′ 57″ nord, 4° 46′ 47″ est     |       |
| Château de Buzancy                                                     | Buzancy                      | Ardennes                | Grand Est                  | classé     | « PA00078354 », notice no PA00078354 | 49° 25′ 28″ nord, 4° 57′ 14″ est     |       |
| Mine de cuivre gallo-romaine du Goutil                                 | La Bastide-de-Sérou          | Ariège                  | Occitanie                  | classé     | « PA00093774 », notice no PA00093774 | 43° 00′ 06″ nord, 1° 23′ 12″ est     |       |
| Château des comtes de Bar                                              | Bar-sur-Seine                | Aube                    | Grand Est                  | inscrit    | « PA00078044 », notice no PA00078044 | 48° 06′ 49″ nord, 4° 22′ 21″ est     |       |
| Tronçons de voies romaines de Langres à Remps et de Troyes à Naix      | Bétignicourt                 | Aube                    | Grand Est                  | inscrit    | « PA00078052 », notice no PA00078052 | 48° 26′ 05″ nord, 4° 27′ 19″ est     |       |
| Château                                                                | Bossancourt                  | Aube                    | Grand Est                  | inscrit    | « PA00078053 », notice no PA00078053 | 48° 16′ 57″ nord, 4° 36′ 02″ est     |       |
| Tronçons de voies romaines de Langres à Remps et de Troyes à Naix      | Brienne-la-Vieille           | Aube                    | Grand Est                  | inscrit    | « PA00078061 », notice no PA00078061 | 48° 20′ 21″ nord, 4° 33′ 53″ est     |       |
| Tronçons de voies romaines de Langres à Remps et de Troyes à Naix      | Brienne-le-Château           | Aube                    | Grand Est                  | inscrit    | « PA00078068 », notice no PA00078068 | 48° 24′ 31″ nord, 4° 30′ 55″ est     |       |
| Château                                                                | Éclance                      | Aube                    | Grand Est                  | inscrit    | « PA00078104 », notice no PA00078104 | 48° 18′ 28″ nord, 4° 38′ 00″ est     |       |
| Tronçons de voies romaines de Langres à Remps et de Troyes à Naix      | Juvanzé                      | Aube                    | Grand Est                  | inscrit    | « PA00078127 », notice no PA00078127 | 48° 19′ 18″ nord, 4° 34′ 47″ est     |       |
| Tronçons de voies romaines de Langres à Remps et de Troyes à Naix      | Lesmont                      | Aube                    | Grand Est                  | inscrit    | « PA00078136 », notice no PA00078136 | 48° 26′ 05″ nord, 4° 27′ 19″ est     |       |
| Halle                                                                  | Lesmont                      | Aube                    | Grand Est                  | inscrit    | « PA00078133 », notice no PA00078133 | 48° 25′ 38″ nord, 4° 24′ 50″ est     |       |
| Maison à pans de bois                                                  | Lesmont                      | Aube                    | Grand Est                  | inscrit    | « PA00078135 », notice no PA00078135 | 48° 25′ 36″ nord, 4° 24′ 51″ est     |       |
| Église Saint-Pierre-ès-Liens                                           | Lesmont                      | Aube                    | Grand Est                  | inscrit    | « PA00078132 », notice no PA00078132 | 48° 25′ 38″ nord, 4° 24′ 50″ est     |       |
| Église Saint-Quentin                                                   | Mathaux                      | Aube                    | Grand Est                  | inscrit    | « PA00078152 », notice no PA00078152 | 48° 22′ 24″ nord, 4° 28′ 37″ est     |       |
| Église Saint-André                                                     | Mesnil-Saint-Père            | Aube                    | Grand Est                  | inscrit    | « PA00078154 », notice no PA00078154 | 48° 14′ 58″ nord, 4° 19′ 59″ est     |       |
| Tronçons de voies romaines de Langres à Remps et de Troyes à Naix      | Précy-Saint-Martin           | Aube                    | Grand Est                  | inscrit    | « PA00078193 », notice no PA00078193 | 48° 26′ 05″ nord, 4° 27′ 19″ est     |       |
| Église Saint-Martin                                                    | Rigny-le-Ferron              | Aube                    | Grand Est                  | inscrit    | « PA00078204 », notice no PA00078204 | 48° 12′ 31″ nord, 3° 37′ 52″ est     |       |
| Tronçons de voies romaines de Langres à Remps et de Troyes à Naix      | La Rothière                  | Aube                    | Grand Est                  | inscrit    | « PA00078209 », notice no PA00078209 | 48° 20′ 29″ nord, 4° 33′ 44″ est     |       |
| Tronçons de voies romaines de Langres à Remps et de Troyes à Naix      | Saint-Christophe-Dodinicourt | Aube                    | Grand Est                  | inscrit    | « PA00078217 », notice no PA00078217 | 48° 26′ 05″ nord, 4° 27′ 19″ est     |       |
| Tronçons de voies romaines de Langres à Remps et de Troyes à Naix      | Trannes                      | Aube                    | Grand Est                  | inscrit    | « PA00078244 », notice no PA00078244 | 48° 18′ 33″ nord, 4° 35′ 11″ est     |       |
| Tronçons de voies romaines de Langres à Remps et de Troyes à Naix      | Unienville                   | Aube                    | Grand Est                  | inscrit    | « PA00078284 », notice no PA00078284 | 48° 20′ 09″ nord, 4° 34′ 04″ est     |       |
| Site archéologique des Grèves                                          | La Villeneuve-au-Châtelot    | Aube                    | Grand Est                  | inscrit    | « PA00078310 », notice no PA00078310 | 48° 33′ 01″ nord, 3° 35′ 56″ est     |       |
| Église de l'Invention-Saint-Étienne                                    | Escouloubre                  | Aude                    | Occitanie                  | classé     | « PA00102678 », notice no PA00102678 | 42° 44′ 21″ nord, 2° 07′ 33″ est     |       |
| Église Saint-Étienne                                                   | Fabrezan                     | Aude                    | Occitanie                  | classé     | « PA00102682 », notice no PA00102682 | 43° 06′ 46″ nord, 2° 44′ 30″ est     |       |
| Chapelle des Pénitents                                                 | Fleury                       | Aude                    | Occitanie                  | inscrit    | « PA00102689 », notice no PA00102689 | 43° 13′ 47″ nord, 3° 08′ 03″ est     |       |
| Château de Mostuéjouls                                                 | Mostuéjouls                  | Aveyron                 | Occitanie                  | inscrit    | « PA00094074 », notice no PA00094074 | 44° 12′ 14″ nord, 3° 11′ 02″ est     |       |
| Banc du roi de Rome                                                    | Erstein                      | Bas-Rhin                | Grand Est                  | inscrit    | « PA00084706 », notice no PA00084706 | 48° 26′ 00″ nord, 7° 38′ 47″ est     |       |
| Banc du roi de Rome                                                    | Frœschwiller                 | Bas-Rhin                | Grand Est                  | inscrit    | « PA00084713 », notice no PA00084713 | 48° 56′ 39″ nord, 7° 42′ 35″ est     |       |
| Chapelle Saint-Wendelin                                                | Hochfelden                   | Bas-Rhin                | Grand Est                  | inscrit    | « PA00084747 », notice no PA00084747 | 48° 45′ 26″ nord, 7° 33′ 59″ est     |       |
| Banc du roi de Rome                                                    | Kutzenhausen                 | Bas-Rhin                | Grand Est                  | inscrit    | « PA00084767 », notice no PA00084767 | 48° 56′ 07″ nord, 7° 50′ 26″ est     |       |
| Banc-reposoir                                                          | Morsbronn-les-Bains          | Bas-Rhin                | Grand Est                  | inscrit    | « PA00084808 », notice no PA00084808 | 48° 54′ 34″ nord, 7° 44′ 06″ est     |       |
| Banc du roi de Rome                                                    | Nordhouse                    | Bas-Rhin                | Grand Est                  | inscrit    | « PA00084835 », notice no PA00084835 | 48° 26′ 53″ nord, 7° 39′ 21″ est     |       |
| Château                                                                | Scharrachbergheim-Irmstett   | Bas-Rhin                | Grand Est                  | inscrit    | « PA00084968 », notice no PA00084968 | 48° 35′ 40″ nord, 7° 29′ 44″ est     |       |
| Banc du roi de Rome                                                    | Sélestat                     | Bas-Rhin                | Grand Est                  | inscrit    | « PA00084977 », notice no PA00084977 | 48° 15′ 49″ nord, 7° 29′ 08″ est     |       |
| Église des Dominicains                                                 | Wissembourg                  | Bas-Rhin                | Grand Est                  | inscrit    | « PA00085245 », notice no PA00085245 | 49° 02′ 10″ nord, 7° 56′ 51″ est     |       |
| Banc de l'Impératrice                                                  | Wœrth                        | Bas-Rhin                | Grand Est                  | inscrit    | « PA00085264 », notice no PA00085264 | 48° 57′ 09″ nord, 7° 44′ 38″ est     |       |
| Château de Lenfant                                                     | Aix-en-Provence              | Bouches-du-Rhône        | Provence-Alpes-Côte d'Azur | inscrit    | « PA00080989 », notice no PA00080989 | 43° 28′ 43″ nord, 5° 23′ 29″ est     |       |
| Collège des Jésuites                                                   | Aix-en-Provence              | Bouches-du-Rhône        | Provence-Alpes-Côte d'Azur | classé     | « PA00080994 », notice no PA00080994 | 43° 31′ 42″ nord, 5° 27′ 10″ est     |       |
| Hôtel Maynier d'Oppède                                                 | Aix-en-Provence              | Bouches-du-Rhône        | Provence-Alpes-Côte d'Azur | inscrit    | « PA00081041 », notice no PA00081041 | 43° 31′ 53″ nord, 5° 26′ 50″ est     |       |
| Chapelle Saint-Michel                                                  | Fuveau                       | Bouches-du-Rhône        | Provence-Alpes-Côte d'Azur | inscrit    | « PA00081278 », notice no PA00081278 | 43° 26′ 59″ nord, 5° 33′ 53″ est     |       |
| Église Notre-Dame-de-l'Assomption                                      | Lambesc                      | Bouches-du-Rhône        | Provence-Alpes-Côte d'Azur | classé     | « PA00081300 », notice no PA00081300 | 43° 39′ 16″ nord, 5° 15′ 42″ est     |       |
| Hôtel Louvre et Paix                                                   | Marseille                    | Bouches-du-Rhône        | Provence-Alpes-Côte d'Azur | classé     | « PA00081351 », notice no PA00081351 | 43° 17′ 49″ nord, 5° 22′ 43″ est     |       |
| Porte d'Aix                                                            | Marseille                    | Bouches-du-Rhône        | Provence-Alpes-Côte d'Azur | classé     | « PA00081370 », notice no PA00081370 | 43° 18′ 07″ nord, 5° 22′ 29″ est     |       |
| Château des Planches                                                   | Amblie                       | Calvados                | Normandie                  | inscrit    | « PA00111010 », notice no PA00111010 | 49° 17′ 22″ nord, 0° 30′ 48″ ouest   |       |
| Hôtel de Castilly                                                      | Bayeux                       | Calvados                | Normandie                  | classé     | « PA00111047 », notice no PA00111047 | 49° 16′ 40″ nord, 0° 42′ 24″ ouest   |       |
| Hôtel de Noailles (Aurillac)                                           | Aurillac                     | Cantal                  | Auvergne-Rhône-Alpes       | inscrit    | « PA00093453 », notice no PA00093453 | 44° 55′ 50″ nord, 2° 26′ 40″ est     |       |
| Église de la Nativité-de-la-Vierge                                     | Girgols                      | Cantal                  | Auvergne-Rhône-Alpes       | classé     | « PA00093516 », notice no PA00093516 | 45° 02′ 20″ nord, 2° 28′ 49″ est     |       |
| Chapelle Sainte-Madeleine                                              | Massiac                      | Cantal                  | Auvergne-Rhône-Alpes       | classé     | « PA00093541 », notice no PA00093541 | 45° 16′ 14″ nord, 3° 11′ 51″ est     |       |
| Abbaye Notre-Dame-de-l'Assomption                                      | Montsalvy                    | Cantal                  | Auvergne-Rhône-Alpes       | classé     | « PA00093554 », notice no PA00093554 | 44° 42′ 25″ nord, 2° 30′ 03″ est     |       |
| Château du Cambon                                                      | Saint-Cernin                 | Cantal                  | Auvergne-Rhône-Alpes       | inscrit    | « PA00093598 », notice no PA00093598 | 45° 03′ 47″ nord, 2° 25′ 59″ est     |       |
| Hôtel de Nubieu                                                        | Saint-Flour                  | Cantal                  | Auvergne-Rhône-Alpes       | inscrit    | « PA00093616 », notice no PA00093616 | 45° 02′ 03″ nord, 3° 05′ 41″ est     |       |
| Château de Varillettes                                                 | Saint-Georges                | Cantal                  | Auvergne-Rhône-Alpes       | inscrit    | « PA00093638 », notice no PA00093638 | 45° 01′ 39″ nord, 3° 08′ 53″ est     |       |
| Enceinte d'Aubigny-sur-Nère                                            | Aubigny-sur-Nère             | Cher                    | Centre-Val de Loire        | inscrit    | « PA00096636 », notice no PA00096636 | 47° 29′ 27″ nord, 2° 26′ 22″ est     |       |
| Église Sainte-Marie-Majeure de Bonifacio                               | Bonifacio                    | Corse-du-Sud            | Corse                      | classé     | « PA00099082 », notice no PA00099082 | 41° 23′ 14″ nord, 9° 09′ 32″ est     |       |
| Castellu di Cucuruzzu                                                  | Levie                        | Corse-du-Sud            | Corse                      | classé     | « PA00099097 », notice no PA00099097 | 41° 43′ 29″ nord, 9° 07′ 37″ est     |       |
| Couvent des Cordeliers de Châtillon-sur-Seine                          | Châtillon-sur-Seine          | Côte-d'Or               | Bourgogne-Franche-Comté    | inscrit    | « PA00112191 », notice no PA00112191 | 47° 51′ 16″ nord, 4° 34′ 30″ est     |       |
| Château du Roussay                                                     | Clomot                       | Côte-d'Or               | Bourgogne-Franche-Comté    | inscrit    | « PA00112217 », notice no PA00112217 | 47° 11′ 34″ nord, 4° 29′ 32″ est     |       |
| Kiosque à musique                                                      | Dijon                        | Côte-d'Or               | Bourgogne-Franche-Comté    | inscrit    | « PA00112403 », notice no PA00112403 | 47° 18′ 58″ nord, 5° 02′ 34″ est     |       |
| Château de Rochefort-sur-Brévon                                        | Rochefort-sur-Brévon         | Côte-d'Or               | Bourgogne-Franche-Comté    | inscrit    | « PA00112608 », notice no PA00112608 | 47° 44′ 39″ nord, 4° 41′ 57″ est     |       |
| Forges                                                                 | Val-Suzon                    | Côte-d'Or               | Bourgogne-Franche-Comté    | inscrit    | « PA00112706 », notice no PA00112706 | 47° 24′ 23″ nord, 4° 53′ 34″ est     |       |
| Manoir du Colombier                                                    | Hénon                        | Côtes-d'Armor           | Bretagne                   | inscrit    | « PA00089201 », notice no PA00089201 | 48° 24′ 01″ nord, 2° 40′ 40″ ouest   |       |
| Pigeonnier de Vaujoyeux                                                | Planguenoual                 | Côtes-d'Armor           | Bretagne                   | classé     | « PA00089394 », notice no PA00089394 | 48° 32′ 02″ nord, 2° 35′ 15″ ouest   |       |
| Alignement de menhirs                                                  | Pleubian                     | Côtes-d'Armor           | Bretagne                   | inscrit    | « PA00089432 », notice no PA00089432 | 48° 51′ 40″ nord, 3° 07′ 11″ ouest   |       |
| Château de la Houssaye                                                 | Quessoy                      | Côtes-d'Armor           | Bretagne                   | classé     | « PA00089548 », notice no PA00089548 | 48° 26′ 01″ nord, 2° 42′ 07″ ouest   |       |
| Cairn de Roscoualc'h                                                   | Trédrez-Locquémeau           | Côtes-d'Armor           | Bretagne                   | classé     | « PA00089680 », notice no PA00089680 | 48° 43′ 28″ nord, 3° 34′ 08″ ouest   |       |
| Église Saint-Pierre-et-Saint-Paul d'Anzême                             | Anzême                       | Creuse                  | Nouvelle-Aquitaine         | classé     | « PA00099987 », notice no PA00099987 | 46° 16′ 04″ nord, 1° 51′ 51″ est     |       |
| Oppidum du Puy de Gaudy                                                | Sainte-Feyre                 | Creuse                  | Nouvelle-Aquitaine         | inscrit    | « PA00100156 », notice no PA00100156 | 46° 08′ 41″ nord, 1° 53′ 17″ est     |       |
| Roches gravées de Saint-Aubin-de-Baubigné                              | Mauléon                      | Deux-Sèvres             | Nouvelle-Aquitaine         | classé     | « PA00101261 », notice no PA00101261 | 46° 56′ 30″ nord, 0° 39′ 46″ ouest   |       |
| Château de la Roussière                                                | Saint-Maixent-de-Beugné      | Deux-Sèvres             | Nouvelle-Aquitaine         | inscrit    | « PA00101347 », notice no PA00101347 | 46° 30′ 12″ nord, 0° 37′ 17″ ouest   |       |
| Pavillon avec pigeonnier                                               | Les Eyzies-de-Tayac-Sireuil  | Dordogne                | Nouvelle-Aquitaine         | inscrit    | « PA00082554 », notice no PA00082554 | 44° 56′ 22″ nord, 1° 04′ 27″ est     |       |
| Ancien prieuré de Tresséroux                                           | Les Lèches                   | Dordogne                | Nouvelle-Aquitaine         | classé     | « PA00082610 », notice no PA00082610 | 44° 58′ 39″ nord, 0° 24′ 03″ est     |       |
| Caborde des Montboucons                                                | Besançon                     | Doubs                   | Bourgogne-Franche-Comté    | classé     | « PA00101457 », notice no PA00101457 | 47° 15′ 27″ nord, 5° 59′ 14″ est     |       |
| Donjon de Côtebrune                                                    | Côtebrune                    | Doubs                   | Bourgogne-Franche-Comté    | inscrit    | « PA00101633 », notice no PA00101633 | 47° 15′ 19″ nord, 6° 18′ 57″ est     |       |
| Maison-forte de Fontain                                                | Fontain                      | Doubs                   | Bourgogne-Franche-Comté    | inscrit    | « PA00101646 », notice no PA00101646 | 47° 11′ 43″ nord, 6° 01′ 36″ est     |       |
| Maison natale de Gustave Courbet                                       | Ornans                       | Doubs                   | Bourgogne-Franche-Comté    | inscrit    | « PA00101705 », notice no PA00101705 | 47° 06′ 17″ nord, 6° 08′ 54″ est     |       |
| Château d'Albon                                                        | Albon                        | Drôme                   | Auvergne-Rhône-Alpes       | inscrit    | « PA00116878 », notice no PA00116878 | 45° 14′ 42″ nord, 4° 51′ 14″ est     |       |
| Pont sur la Véore                                                      | Beaumont-lès-Valence         | Drôme                   | Auvergne-Rhône-Alpes       | inscrit    | « PA00116893 », notice no PA00116893 | 44° 52′ 10″ nord, 4° 55′ 55″ est     |       |
| Château de Chatillon                                                   | Châtillon-Saint-Jean         | Drôme                   | Auvergne-Rhône-Alpes       | inscrit    | « PA00116913 », notice no PA00116913 | 45° 05′ 10″ nord, 5° 08′ 15″ est     |       |
| Château de Pizançon                                                    | Chatuzange-le-Goubet         | Drôme                   | Auvergne-Rhône-Alpes       | inscrit    | « PA00116914 », notice no PA00116914 | 45° 02′ 16″ nord, 5° 04′ 27″ est     |       |
| maison Flachère de Roustan                                             | Grignan                      | Drôme                   | Auvergne-Rhône-Alpes       | classé     | « PA00116964 », notice no PA00116964 | 44° 25′ 12″ nord, 4° 54′ 21″ est     |       |
| Galerie d'arcades                                                      | Montélimar                   | Drôme                   | Auvergne-Rhône-Alpes       | inscrit    | « PA00116989 », notice no PA00116989 | 44° 33′ 31″ nord, 4° 45′ 01″ est     |       |
| Église                                                                 | La Motte-de-Galaure          | Drôme                   | Auvergne-Rhône-Alpes       | inscrit    | « PA00117001 », notice no PA00117001 | 45° 11′ 55″ nord, 4° 54′ 28″ est     |       |
| Hôtel                                                                  | Pierrelatte                  | Drôme                   | Auvergne-Rhône-Alpes       | inscrit    | « PA00117010 », notice no PA00117010 | 44° 22′ 41″ nord, 4° 41′ 46″ est     |       |
| Maison                                                                 | Romans-sur-Isère             | Drôme                   | Auvergne-Rhône-Alpes       | inscrit    | « PA00117040 », notice no PA00117040 | 45° 02′ 36″ nord, 5° 02′ 56″ est     |       |
| Château de Gouvernet (ruines)                                          | Saint-Sauveur-Gouvernet      | Drôme                   | Auvergne-Rhône-Alpes       | inscrit    | « PA00117061 », notice no PA00117061 | 44° 19′ 44″ nord, 5° 23′ 13″ est     |       |
| Gare de Valence-Ville                                                  | Valence                      | Drôme                   | Auvergne-Rhône-Alpes       | inscrit    | « PA00117088 », notice no PA00117088 | 44° 55′ 41″ nord, 4° 53′ 36″ est     |       |
| Kiosque Peynet                                                         | Valence                      | Drôme                   | Auvergne-Rhône-Alpes       | classé     | « PA00117090 », notice no PA00117090 | 44° 55′ 45″ nord, 4° 53′ 19″ est     |       |
| Atelier de taille de silex                                             | Vassieux-en-Vercors          | Drôme                   | Auvergne-Rhône-Alpes       | classé     | « PA00117096 », notice no PA00117096 | 44° 51′ 56″ nord, 5° 21′ 24″ est     |       |
| Église Notre-Dame-de-l'Assomption de Crosne                            | Crosne                       | Essonne                 | Île-de-France              | classé     | « PA00087877 », notice no PA00087877 | 48° 42′ 53″ nord, 2° 27′ 40″ est     |       |
| Théâtre municipal d'Étampes                                            | Étampes                      | Essonne                 | Île-de-France              | inscrit    | « PA00087906 », notice no PA00087906 | 48° 26′ 02″ nord, 2° 09′ 28″ est     |       |
| Hôtel de ville d'Étampes                                               | Étampes                      | Essonne                 | Île-de-France              | inscrit    | « PA00087899 », notice no PA00087899 | 48° 26′ 04″ nord, 2° 09′ 41″ est     |       |
| Chapelle Saint-Blaise-des-Simples                                      | Milly-la-Forêt               | Essonne                 | Île-de-France              | inscrit    | « PA00087957 », notice no PA00087957 | 48° 23′ 58″ nord, 2° 28′ 28″ est     |       |
| Hôtel-Dieu de Dreux (ancien)                                           | Dreux                        | Eure-et-Loir            | Centre-Val de Loire        | inscrit    | « PA00097099 », notice no PA00097099 | 48° 44′ 09″ nord, 1° 21′ 59″ est     |       |
| Château de la Touche-Hersant                                           | Saint-Denis-Lanneray         | Eure-et-Loir            | Centre-Val de Loire        | inscrit    | « PA00097129 », notice no PA00097129 | 48° 04′ 39″ nord, 1° 12′ 20″ est     |       |
| Menhir de Kerseler                                                     | Moëlan-sur-Mer               | Finistère               | Bretagne                   | inscrit    | « PA00090119 », notice no PA00090119 | 47° 50′ 07″ nord, 3° 37′ 57″ ouest   |       |
| Allée couverte de Kermeur Bihan                                        | Moëlan-sur-Mer               | Finistère               | Bretagne                   | inscrit    | « PA00090115 », notice no PA00090115 | 47° 48′ 50″ nord, 3° 42′ 01″ ouest   |       |
| Église de la Nativité-de-Marie de Courry                               | Courry                       | Gard                    | Occitanie                  | inscrit    | « PA00103051 », notice no PA00103051 | 44° 17′ 51″ nord, 4° 09′ 27″ est     |       |
| Oppidum de Vié-Cioutat                                                 | Mons                         | Gard                    | Occitanie                  | inscrit    | « PA00103074 », notice no PA00103074 | 44° 06′ 04″ nord, 4° 10′ 40″ est     |       |
| Oppidum de Vié-Cioutat                                                 | Monteils                     | Gard                    | Occitanie                  | inscrit    | « PA00103081 », notice no PA00103081 | 44° 06′ 04″ nord, 4° 10′ 40″ est     |       |
| Oppidum de Mauressip                                                   | Saint-Côme-et-Maruéjols      | Gard                    | Occitanie                  | inscrit    | « PA00103202 », notice no PA00103202 | 43° 49′ 53″ nord, 4° 11′ 23″ est     |       |
| Église Saint-Martin-de-Jussan de Tresques                              | Tresques                     | Gard                    | Occitanie                  | classé     | « PA00103246 », notice no PA00103246 | 44° 06′ 49″ nord, 4° 35′ 23″ est     |       |
| Château de Beaumont                                                    | Beaumont                     | Gers                    | Occitanie                  | inscrit    | « PA00094734 », notice no PA00094734 | 43° 56′ 53″ nord, 0° 17′ 05″ est     |       |
| Tour d'Estrepouy                                                       | Gazaupouy                    | Gers                    | Occitanie                  | classé     | « PA00094803 », notice no PA00094803 | 44° 01′ 48″ nord, 0° 27′ 07″ est     |       |
| Église Sainte-Marie-Auxiliatrice (Basilique Notre-Dame-de-Thierenbach) | Jungholtz                    | Haut-Rhin               | Grand Est                  | inscrit    | « PA00085469 », notice no PA00085469 | 47° 52′ 54″ nord, 7° 11′ 21″ est     |       |
| Ancien couvent de Schwartzenthann                                      | Soultzmatt                   | Haut-Rhin               | Grand Est                  | classé     | « PA68000060 », notice no PA68000060 | 47° 58′ 15″ nord, 7° 11′ 06″ est     |       |
| Château de Montlaur                                                    | Montlaur                     | Haute-Garonne           | Occitanie                  | inscrit    | « PA00094395 », notice no PA00094395 | 43° 29′ 02″ nord, 1° 34′ 37″ est     |       |
| Pont Vieux de Domeyrat                                                 | Domeyrat                     | Haute-Loire             | Auvergne-Rhône-Alpes       | classé     | « PA00092663 », notice no PA00092663 | 45° 15′ 00″ nord, 3° 30′ 06″ est     |       |
| Chapelle Saint-Barthélemy de la Chapelette                             | Saint-Julien-Chapteuil       | Haute-Loire             | Auvergne-Rhône-Alpes       | inscrit    | « PA00092857 », notice no PA00092857 | 45° 00′ 07″ nord, 4° 03′ 13″ est     |       |
| Château de Chalancey                                                   | Chalancey                    | Haute-Marne             | Grand Est                  | inscrit    | « PA00078987 », notice no PA00078987 | 47° 40′ 38″ nord, 5° 08′ 29″ est     |       |
| Pont à la Polonceau sur la Lanterne                                    | Bourguignon-lès-Conflans     | Haute-Saône             | Bourgogne-Franche-Comté    | inscrit    | « PA00102124 », notice no PA00102124 | 47° 48′ 16″ nord, 6° 09′ 48″ est     |       |
| Pont à la Polonceau sur la Lanterne                                    | Mersuay                      | Haute-Saône             | Bourgogne-Franche-Comté    | inscrit    | « PA00102224 », notice no PA00102224 | 47° 48′ 16″ nord, 6° 09′ 50″ est     |       |
| Château de Choisy                                                      | Choisy                       | Haute-Savoie            | Auvergne-Rhône-Alpes       | inscrit    | « PA00118373 », notice no PA00118373 | 45° 59′ 17″ nord, 6° 02′ 50″ est     |       |
| Dolmen de la Betoulle (no 2)                                           | Berneuil                     | Haute-Vienne            | Nouvelle-Aquitaine         | inscrit    | « PA00100245 », notice no PA00100245 | 46° 02′ 57″ nord, 1° 06′ 49″ est     |       |
| Dolmen de La Lue                                                       | Berneuil                     | Haute-Vienne            | Nouvelle-Aquitaine         | inscrit    | « PA00100247 », notice no PA00100247 | 46° 04′ 08″ nord, 1° 04′ 48″ est     |       |
| Château des Cars                                                       | Les Cars                     | Haute-Vienne            | Nouvelle-Aquitaine         | inscrit    | « PA00100263 », notice no PA00100263 | 45° 40′ 47″ nord, 1° 04′ 24″ est     |       |
| Église Saint-Pierre-ès-Liens de Rilhac-Lastours                        | Rilhac-Lastours              | Haute-Vienne            | Nouvelle-Aquitaine         | inscrit    | « PA00100426 », notice no PA00100426 | 45° 40′ 05″ nord, 1° 07′ 40″ est     |       |
| Château de Montagrier                                                  | Saint-Bonnet-de-Bellac       | Haute-Vienne            | Nouvelle-Aquitaine         | classé     | « PA00100441 », notice no PA00100441 | 46° 10′ 47″ nord, 0° 57′ 26″ est     |       |
| Église Saint-Priest de Saint-Priest-Ligoure                            | Saint-Priest-Ligoure         | Haute-Vienne            | Nouvelle-Aquitaine         | inscrit    | « PA00100487 », notice no PA00100487 | 45° 39′ 04″ nord, 1° 17′ 33″ est     |       |
| Église de Saint-Sulpice-Laurière                                       | Saint-Sulpice-Laurière       | Haute-Vienne            | Nouvelle-Aquitaine         | classé     | « PA00100489 », notice no PA00100489 | 46° 03′ 11″ nord, 1° 28′ 10″ est     |       |
| Église des Cordeliers de Briançon                                      | Briançon                     | Hautes-Alpes            | Provence-Alpes-Côte d'Azur | classé     | « PA00080529 », notice no PA00080529 | 44° 53′ 54″ nord, 6° 38′ 38″ est     |       |
| Maison du Temple                                                       | Briançon                     | Hautes-Alpes            | Provence-Alpes-Côte d'Azur | inscrit    | « PA00080539 », notice no PA00080539 | 44° 54′ 00″ nord, 6° 38′ 35″ est     |       |
| Château de Labatut                                                     | Labatut-Rivière              | Hautes-Pyrénées         | Occitanie                  | inscrit    | « PA00095384 », notice no PA00095384 | 43° 31′ 28″ nord, 0° 01′ 52″ est     |       |
| Chapelle des Pénitents bleus                                           | Béziers                      | Hérault                 | Occitanie                  | classé     | « PA00103375 », notice no PA00103375 | 43° 20′ 36″ nord, 3° 12′ 56″ est     |       |
| Église Saints-Côme-et-Damien de Candillargues                          | Candillargues                | Hérault                 | Occitanie                  | inscrit    | « PA00103402 », notice no PA00103402 | 43° 37′ 11″ nord, 4° 04′ 10″ est     |       |
| Église Saint-Saturnin de Nissan-lez-Enserune                           | Nissan-lez-Enserune          | Hérault                 | Occitanie                  | inscrit    | « PA00103616 », notice no PA00103616 | 43° 17′ 31″ nord, 3° 07′ 38″ est     |       |
| Ancienne église Saint-Méen                                             | Cancale                      | Ille-et-Vilaine         | Bretagne                   | inscrit    | « PA00090515 », notice no PA00090515 | 48° 40′ 38″ nord, 1° 51′ 01″ ouest   |       |
| Chapelle Saint-Pierre d'Iné                                            | Fougères                     | Ille-et-Vilaine         | Bretagne                   | classé     | « PA00090556 », notice no PA00090556 | 48° 20′ 21″ nord, 1° 11′ 33″ ouest   |       |
| Église Notre-Dame-de-l'Assomption                                      | Livré-sur-Changeon           | Ille-et-Vilaine         | Bretagne                   | classé     | « PA00090617 », notice no PA00090617 | 48° 13′ 07″ nord, 1° 20′ 32″ ouest   |       |
| Chapelle Sainte-Anne                                                   | Le Minihic-sur-Rance         | Ille-et-Vilaine         | Bretagne                   | inscrit    | « PA00090632 », notice no PA00090632 | 48° 33′ 54″ nord, 2° 00′ 46″ ouest   |       |
| Malouinière de la Chipaudière                                          | Saint-Malo                   | Ille-et-Vilaine         | Bretagne                   | classé     | « PA00090803 », notice no PA00090803 | 48° 38′ 12″ nord, 1° 57′ 26″ ouest   |       |
| Camp préhistorique de Moulins-sur-Céphons                              | Moulins-sur-Céphons          | Indre                   | Centre-Val de Loire        | inscrit    | « PA00097403 », notice no PA00097403 | 47° 00′ 50″ nord, 1° 33′ 45″ est     |       |
| Manoir d'Anzan                                                         | Noizay                       | Indre-et-Loire          | Centre-Val de Loire        | inscrit    | « PA00097896 », notice no PA00097896 | 47° 25′ 32″ nord, 0° 54′ 37″ est     |       |
| Église Saint-André de La Côte-Saint-André                              | La Côte-Saint-André          | Isère                   | Auvergne-Rhône-Alpes       | inscrit    | « PA00117142 », notice no PA00117142 | 45° 23′ 41″ nord, 5° 15′ 29″ est     |       |
| Maison                                                                 | Crémieu                      | Isère                   | Auvergne-Rhône-Alpes       | inscrit    | « PA00117163 », notice no PA00117163 | 45° 43′ 34″ nord, 5° 15′ 06″ est     |       |
| Château de La Murette                                                  | La Murette                   | Isère                   | Auvergne-Rhône-Alpes       | inscrit    | « PA00117230 », notice no PA00117230 | 45° 22′ 50″ nord, 5° 32′ 38″ est     |       |
| Château de La Pierre                                                   | La Pierre                    | Isère                   | Auvergne-Rhône-Alpes       | inscrit    | « PA00117237 », notice no PA00117237 | 45° 17′ 32″ nord, 5° 56′ 47″ est     |       |
| Couvent des Minimes de la plaine                                       | Saint-Martin-d'Hères         | Isère                   | Auvergne-Rhône-Alpes       | inscrit    | « PA00117260 », notice no PA00117260 | 45° 10′ 50″ nord, 5° 45′ 10″ est     |       |
| Hôtel de Froissard                                                     | Dole                         | Jura                    | Bourgogne-Franche-Comté    | classé     | « PA00101851 », notice no PA00101851 | 47° 05′ 31″ nord, 5° 29′ 28″ est     |       |
| Maison de maître de forges                                             | Fraisans                     | Jura                    | Bourgogne-Franche-Comté    | inscrit    | « PA00101880 », notice no PA00101880 | 47° 08′ 55″ nord, 5° 45′ 40″ est     |       |
| Église Saint-Étienne de Plaisia                                        | Plaisia                      | Jura                    | Bourgogne-Franche-Comté    | inscrit    | « PA00101992 », notice no PA00101992 | 46° 31′ 58″ nord, 5° 37′ 55″ est     |       |
| Église Notre-Dame-de-l'Assomption de Beaussiet                         | Mazerolles                   | Landes                  | Nouvelle-Aquitaine         | inscrit    | « PA00083970 », notice no PA00083970 | 43° 53′ 32″ nord, 0° 25′ 44″ ouest   |       |
| Halle aux grains                                                       | Blois                        | Loir-et-Cher            | Centre-Val de Loire        | inscrit    | « PA00098350 », notice no PA00098350 | 47° 35′ 25″ nord, 1° 20′ 08″ est     |       |
| Château de Toisy                                                       | La Chapelle-Vendômoise       | Loir-et-Cher            | Centre-Val de Loire        | inscrit    | « PA00098406 », notice no PA00098406 | 47° 40′ 53″ nord, 1° 14′ 38″ est     |       |
| Carrière des Grouais de Chicherais                                     | Pezou                        | Loir-et-Cher            | Centre-Val de Loire        | classé     | « PA00098543 », notice no PA00098543 | 47° 50′ 55″ nord, 1° 07′ 48″ est     |       |
| Enceinte de Moingt                                                     | Montbrison                   | Loire                   | Auvergne-Rhône-Alpes       | inscrit    | « PA00117524 », notice no PA00117524 | 45° 35′ 34″ nord, 4° 04′ 28″ est     |       |
| Hôtel de Vazelhes                                                      | Montbrison                   | Loire                   | Auvergne-Rhône-Alpes       | inscrit    | « PA00117525 », notice no PA00117525 | 45° 36′ 36″ nord, 4° 03′ 50″ est     |       |
| Maison dite « Le Mouton à cinq pattes »                                | Saint-Étienne                | Loire                   | Auvergne-Rhône-Alpes       | inscrit    | « PA00117604 », notice no PA00117604 | 45° 26′ 10″ nord, 4° 23′ 09″ est     |       |
| Église Saint-Médard de Saint-Héand                                     | Saint-Héand                  | Loire                   | Auvergne-Rhône-Alpes       | inscrit    | « PA00117627 », notice no PA00117627 | 45° 31′ 46″ nord, 4° 22′ 22″ est     |       |
| Fontaine de la Conche                                                  | Saint-Just-en-Chevalet       | Loire                   | Auvergne-Rhône-Alpes       | classé     | « PA00117636 », notice no PA00117636 | 45° 55′ 02″ nord, 3° 50′ 39″ est     |       |
| Chapelle Notre-Dame du Château                                         | Saint-Just-en-Chevalet       | Loire                   | Auvergne-Rhône-Alpes       | inscrit    | « PA00117634 », notice no PA00117634 | 45° 55′ 02″ nord, 3° 50′ 35″ est     |       |
| Château de la Pierre                                                   | Saint-Paul-d'Uzore           | Loire                   | Auvergne-Rhône-Alpes       | classé     | « PA00117656 », notice no PA00117656 | 45° 40′ 48″ nord, 4° 04′ 51″ est     |       |
| Château de La Bruyère                                                  | Saint-Romain-le-Puy          | Loire                   | Auvergne-Rhône-Alpes       | inscrit    | « PA00117658 », notice no PA00117658 | 45° 32′ 26″ nord, 4° 08′ 12″ est     |       |
| Église Saint-Symphorien d'Usson-en-Forez                               | Usson-en-Forez               | Loire                   | Auvergne-Rhône-Alpes       | inscrit    | « PA00117675 », notice no PA00117675 | 45° 23′ 21″ nord, 3° 56′ 29″ est     |       |
| Moulin de Rochoux                                                      | Bouée                        | Loire-Atlantique        | Pays de la Loire           | inscrit    | « PA00108573 », notice no PA00108573 | 47° 19′ 25″ nord, 1° 55′ 05″ ouest   |       |
| Église Saint-Pierre                                                    | Montrelais                   | Loire-Atlantique        | Pays de la Loire           | inscrit    | « PA00108647 », notice no PA00108647 | 47° 23′ 18″ nord, 0° 57′ 58″ ouest   |       |
| Menhirs des Dames de pierre                                            | Pont-Saint-Martin            | Loire-Atlantique        | Pays de la Loire           | classé     | « PA00108772 », notice no PA00108772 | 47° 07′ 33″ nord, 1° 34′ 36″ ouest   |       |
| Dolmen des Rossignols                                                  | Saint-Brevin-les-Pins        | Loire-Atlantique        | Pays de la Loire           | inscrit    | « PA00108791 », notice no PA00108791 | 47° 13′ 52″ nord, 2° 10′ 00″ ouest   |       |
| Château de Saint-Mars-de-Coutais                                       | Saint-Mars-de-Coutais        | Loire-Atlantique        | Pays de la Loire           | inscrit    | « PA00108811 », notice no PA00108811 | 47° 06′ 53″ nord, 1° 44′ 18″ ouest   |       |
| Château de la Guibourgère                                              | Teillé                       | Loire-Atlantique        | Pays de la Loire           | inscrit    | « PA00108835 », notice no PA00108835 | 47° 29′ 06″ nord, 1° 17′ 52″ ouest   |       |
| Château de Thouaré                                                     | Thouaré-sur-Loire            | Loire-Atlantique        | Pays de la Loire           | inscrit    | « PA00108836 », notice no PA00108836 | 47° 15′ 40″ nord, 1° 26′ 37″ ouest   |       |
| Château de La Grézette                                                 | Caillac                      | Lot                     | Occitanie                  | classé     | « PA00095030 », notice no PA00095030 | 44° 29′ 16″ nord, 1° 21′ 50″ est     |       |
| Château Les Roques                                                     | Trentels                     | Lot-et-Garonne          | Nouvelle-Aquitaine         | inscrit    | « PA00084261 », notice no PA00084261 | 44° 26′ 15″ nord, 0° 50′ 25″ est     |       |
| Moulin à vent de la Garde                                              | Avrillé                      | Maine-et-Loire          | Pays de la Loire           | inscrit    | « PA00108955 », notice no PA00108955 | 47° 30′ 34″ nord, 0° 35′ 01″ ouest   |       |
| Pierre Longue de Gennes                                                | Gennes-Val-de-Loire          | Maine-et-Loire          | Pays de la Loire           | inscrit    | « PA00109125 », notice no PA00109125 | 47° 20′ 42″ nord, 0° 14′ 55″ ouest   |       |
| Polissoir de la Grouas                                                 | Terranjou                    | Maine-et-Loire          | Pays de la Loire           | inscrit    | « PA00109175 », notice no PA00109175 | 47° 13′ 58″ nord, 0° 29′ 07″ ouest   |       |
| Menhir de la Grouas                                                    | Terranjou                    | Maine-et-Loire          | Pays de la Loire           | inscrit    | « PA00109174 », notice no PA00109174 | 47° 13′ 59″ nord, 0° 29′ 00″ ouest   |       |
| Moulin de la Herpinière                                                | Turquant                     | Maine-et-Loire          | Pays de la Loire           | inscrit    | « PA00109389 », notice no PA00109389 | 47° 12′ 30″ nord, 0° 02′ 14″ est     |       |
| Grande maison                                                          | Bricquebosq                  | Manche                  | Normandie                  | inscrit    | « PA00110346 », notice no PA00110346 | 49° 32′ 36″ nord, 1° 43′ 46″ ouest   |       |
| Manoir de Dur-Écu et pigeonnier                                        | La Hague                     | Manche                  | Normandie                  | inscrit    | « PA00110624 », notice no PA00110624 | 49° 40′ 36″ nord, 1° 45′ 22″ ouest   |       |
| Hôtel de Grandval-Caligny                                              | Valognes                     | Manche                  | Normandie                  | inscrit    | « PA00110630 », notice no PA00110630 | 49° 30′ 24″ nord, 1° 28′ 02″ ouest   |       |
| Château d'Athis                                                        | Athis                        | Marne                   | Grand Est                  | inscrit    | « PA00078574 », notice no PA00078574 | 49° 01′ 02″ nord, 4° 07′ 32″ est     |       |
| Château de Bergères-sous-Montmirail                                    | Bergères-sous-Montmirail     | Marne                   | Grand Est                  | inscrit    | « PA00078588 », notice no PA00078588 | 48° 50′ 39″ nord, 3° 35′ 32″ est     |       |
| Immeuble                                                               | Châlons-en-Champagne         | Marne                   | Grand Est                  | inscrit    | « PA00078625 », notice no PA00078625 | 48° 57′ 18″ nord, 4° 21′ 57″ est     |       |
| Église Notre-Dame de Dampierre-sur-Moivre                              | Dampierre-sur-Moivre         | Marne                   | Grand Est                  | classé     | « PA00078690 », notice no PA00078690 | 48° 53′ 37″ nord, 4° 33′ 30″ est     |       |
| Église Notre-Dame de Drosnay                                           | Drosnay                      | Marne                   | Grand Est                  | classé     | « PA00078697 », notice no PA00078697 | 48° 34′ 28″ nord, 4° 36′ 47″ est     |       |
| Chapelle Saint-Martin de Montsûrs                                      | Montsûrs                     | Mayenne                 | Pays de la Loire           | inscrit    | « PA00109568 », notice no PA00109568 | 48° 07′ 52″ nord, 0° 32′ 50″ ouest   |       |
| Château de Fléville                                                    | Fléville-devant-Nancy        | Meurthe-et-Moselle      | Grand Est                  | classé     | « PA00106031 », notice no PA00106031 | 48° 37′ 35″ nord, 6° 12′ 08″ est     |       |
| Église Saint-Maximin de Jarny                                          | Jarny                        | Meurthe-et-Moselle      | Grand Est                  | inscrit    | « PA00106046 », notice no PA00106046 | 49° 09′ 21″ nord, 5° 53′ 00″ est     |       |
| Haut-fourneau de Longuyon                                              | Longuyon                     | Meurthe-et-Moselle      | Grand Est                  | inscrit    | « PA00106073 », notice no PA00106073 | 49° 29′ 42″ nord, 5° 34′ 29″ est     |       |
| Château de Mailly-sur-Seille                                           | Mailly-sur-Seille            | Meurthe-et-Moselle      | Grand Est                  | inscrit    | « PA00106086 », notice no PA00106086 | 48° 54′ 36″ nord, 6° 14′ 46″ est     |       |
| Château d'Arrancy-sur-Crusne                                           | Arrancy-sur-Crusne           | Meuse                   | Grand Est                  | inscrit    | « PA00106458 », notice no PA00106458 | 49° 24′ 46″ nord, 5° 39′ 26″ est     |       |
| Église Saint-Martin de Buzy                                            | Buzy-Darmont                 | Meuse                   | Grand Est                  | inscrit    | « PA00106503 », notice no PA00106503 | 49° 10′ 07″ nord, 5° 42′ 34″ est     |       |
| Abbaye Saint-Michel de Saint-Mihiel                                    | Saint-Mihiel                 | Meuse                   | Grand Est                  | classé     | « PA00106613 », notice no PA00106613 | 48° 53′ 21″ nord, 5° 32′ 29″ est     |       |
| Maison et monument de Cadoudal                                         | Auray                        | Morbihan                | Bretagne                   | classé     | « PA00091009 », notice no PA00091009 | 47° 39′ 42″ nord, 2° 59′ 37″ ouest   |       |
| Chapelle du Saint-Esprit                                               | Auray                        | Morbihan                | Bretagne                   | classé     | « PA00090991 », notice no PA00090991 | 47° 39′ 56″ nord, 2° 59′ 15″ ouest   |       |
| Château de Kerlevénan                                                  | Sarzeau                      | Morbihan                | Bretagne                   | classé     | « PA00091727 », notice no PA00091727 | 47° 32′ 22″ nord, 2° 43′ 48″ ouest   |       |
| Château de Fénétrange                                                  | Fénétrange                   | Moselle                 | Grand Est                  | inscrit    | « PA00106761 », notice no PA00106761 | 48° 50′ 46″ nord, 7° 01′ 16″ est     |       |
| Chapelle Saint-Martin de Kalhausen                                     | Kalhausen                    | Moselle                 | Grand Est                  | classé     | « PA00106793 », notice no PA00106793 | 49° 02′ 19″ nord, 7° 07′ 58″ est     |       |
| Porte de Bellecroix                                                    | Metz                         | Moselle                 | Grand Est                  | classé     | « PA00106841 », notice no PA00106841 | 49° 07′ 15″ nord, 6° 11′ 29″ est     |       |
| Bibliothèque municipale de Sarrebourg                                  | Sarrebourg                   | Moselle                 | Grand Est                  | classé     | « PA00106998 », notice no PA00106998 | 48° 44′ 06″ nord, 7° 03′ 22″ est     |       |
| Forges royales de la Chaussade                                         | Guérigny                     | Nièvre                  | Bourgogne-Franche-Comté    | inscrit    | « PA00112901 », notice no PA00112901 | 47° 05′ 18″ nord, 3° 11′ 20″ est     |       |
| Établissement rural gallo-romain de Neuvy-sur-Loire                    | Neuvy-sur-Loire              | Nièvre                  | Bourgogne-Franche-Comté    | classé     | « PA00112933 », notice no PA00112933 | 47° 31′ 37″ nord, 2° 54′ 04″ est     |       |
| Établissement de bains de style mauresque                              | Dunkerque                    | Nord                    | Hauts-de-France            | inscrit    | « PA00107489 », notice no PA00107489 | 51° 01′ 50″ nord, 2° 22′ 21″ est     |       |
| Château dit des Douaniers                                              | Fresnes-sur-Escaut           | Nord                    | Hauts-de-France            | inscrit    | « PA00107534 », notice no PA00107534 | 50° 26′ 25″ nord, 3° 33′ 44″ est     |       |
| Ancienne maladrerie                                                    | Lomme                        | Nord                    | Hauts-de-France            | inscrit    | « PA00107730 », notice no PA00107730 | 50° 38′ 16″ nord, 3° 01′ 24″ est     |       |
| Motte féodales                                                         | Merckeghem                   | Nord                    | Hauts-de-France            | inscrit    | « PA00107752 », notice no PA00107752 | 50° 52′ 07″ nord, 2° 16′ 36″ est     |       |
| Château de Rupilly                                                     | Mérignies                    | Nord                    | Hauts-de-France            | inscrit    | « PA00107753 », notice no PA00107753 | 50° 30′ 25″ nord, 3° 08′ 53″ est     |       |
| Ferme de Socx                                                          | Socx                         | Nord                    | Hauts-de-France            | inscrit    | « PA00107819 », notice no PA00107819 | 50° 56′ 15″ nord, 2° 25′ 51″ est     |       |
| Église Saint-Martin d'Amblainville                                     | Amblainville                 | Oise                    | Hauts-de-France            | classé     | « PA00114477 », notice no PA00114477 | 49° 12′ 04″ nord, 2° 07′ 12″ est     |       |
| Ferme de Beaulieu-le-Vieux                                             | Baron                        | Oise                    | Hauts-de-France            | classé     | « PA00114497 », notice no PA00114497 | 49° 12′ 10″ nord, 2° 44′ 06″ est     |       |
| Demoiselle de Rhuis                                                    | Rhuis                        | Oise                    | Hauts-de-France            | inscrit    | « PA00114838 », notice no PA00114838 | 49° 18′ 46″ nord, 2° 42′ 13″ est     |       |
| Théâtre antique de Vendeuil-Caply                                      | Vendeuil-Caply               | Oise                    | Hauts-de-France            | classé     | « PA00114939 », notice no PA00114939 | 49° 36′ 29″ nord, 2° 18′ 03″ est     |       |
| Habitation de l'abbesse des Bénédictines                               | Argentan                     | Orne                    | Normandie                  | inscrit    | « PA00110721 », notice no PA00110721 | 48° 44′ 45″ nord, 0° 01′ 22″ ouest   |       |
| Forge d'Aube                                                           | Aube                         | Orne                    | Normandie                  | classé     | « PA00110731 », notice no PA00110731 | 48° 44′ 31″ nord, 0° 33′ 08″ est     |       |
| Hôpital Saint-Louis                                                    | 10e arrondissement de Paris  | Paris                   | Île-de-France              | classé     | « PA00086494 », notice no PA00086494 | 48° 52′ 24″ nord, 2° 22′ 03″ est     |       |
| Marché Beauvau                                                         | 12e arrondissement de Paris  | Paris                   | Île-de-France              | inscrit    | « PA00086575 », notice no PA00086575 | 48° 50′ 57″ nord, 2° 22′ 40″ est     |       |
| Église Notre-Dame-de-la-Nativité de Bercy                              | 12e arrondissement de Paris  | Paris                   | Île-de-France              | inscrit    | « PA00086568 », notice no PA00086568 | 48° 50′ 10″ nord, 2° 23′ 13″ est     |       |
| Église Saint-Pierre-de-Montrouge                                       | 14e arrondissement de Paris  | Paris                   | Île-de-France              | inscrit    | « PA00086615 », notice no PA00086615 | 48° 49′ 43″ nord, 2° 19′ 37″ est     |       |
| Immeuble                                                               | 14e arrondissement de Paris  | Paris                   | Île-de-France              | inscrit    | « PA00086623 », notice no PA00086623 | 48° 50′ 12″ nord, 2° 19′ 18″ est     |       |
| Kiosque de Chateaubriand                                               | 14e arrondissement de Paris  | Paris                   | Île-de-France              | inscrit    | « PA00086634 », notice no PA00086634 | 48° 50′ 10″ nord, 2° 20′ 03″ est     |       |
| Le Trianon                                                             | 18e arrondissement de Paris  | Paris                   | Île-de-France              | inscrit    | « PA00086759 », notice no PA00086759 | 48° 52′ 58″ nord, 2° 20′ 35″ est     |       |
| Hôtel Lejeune                                                          | 18e arrondissement de Paris  | Paris                   | Île-de-France              | inscrit    | « PA00086744 », notice no PA00086744 | 48° 53′ 20″ nord, 2° 20′ 10″ est     |       |
| Marché de la Chapelle                                                  | 18e arrondissement de Paris  | Paris                   | Île-de-France              | inscrit    | « PA00086747 », notice no PA00086747 | 48° 53′ 27″ nord, 2° 21′ 41″ est     |       |
| Immeuble                                                               | 19e arrondissement de Paris  | Paris                   | Île-de-France              | inscrit    | « PA00086765 », notice no PA00086765 | 48° 53′ 39″ nord, 2° 22′ 54″ est     |       |
| Halle Secrétan                                                         | 19e arrondissement de Paris  | Paris                   | Île-de-France              | inscrit    | « PA00086766 », notice no PA00086766 | 48° 52′ 53″ nord, 2° 22′ 21″ est     |       |
| Hôtel de Bourvallais                                                   | 1er arrondissement de Paris  | Paris                   | Île-de-France              | classé     | « PA00085814 », notice no PA00085814 | 48° 52′ 05″ nord, 2° 19′ 40″ est     |       |
| Mairie du 2e arrondissement                                            | 2e arrondissement de Paris   | Paris                   | Île-de-France              | inscrit    | « PA00086083 », notice no PA00086083 | 48° 52′ 01″ nord, 2° 20′ 26″ est     |       |
| Petit hôtel d'Estrées                                                  | 3e arrondissement de Paris   | Paris                   | Île-de-France              | inscrit    | « PA00086132 », notice no PA00086132 | 48° 51′ 52″ nord, 2° 21′ 17″ est     |       |
| Temple de l'Humanité                                                   | 3e arrondissement de Paris   | Paris                   | Île-de-France              | inscrit    | « PA00086235 », notice no PA00086235 | 48° 51′ 29″ nord, 2° 21′ 43″ est     |       |
| Hôtel Le Pelletier de Souzy                                            | 3e arrondissement de Paris   | Paris                   | Île-de-France              | inscrit    | « PA00086144 », notice no PA00086144 | 48° 51′ 45″ nord, 2° 21′ 35″ est     |       |
| Marché du Temple (ou carreau du Temple)                                | 3e arrondissement de Paris   | Paris                   | Île-de-France              | inscrit    | « PA00086228 », notice no PA00086228 | 48° 51′ 52″ nord, 2° 21′ 45″ est     |       |
| Marché des Enfants-Rouges                                              | 3e arrondissement de Paris   | Paris                   | Île-de-France              | inscrit    | « PA00086227 », notice no PA00086227 | 48° 51′ 46″ nord, 2° 21′ 43″ est     |       |
| Immeuble                                                               | 4e arrondissement de Paris   | Paris                   | Île-de-France              | inscrit    | « PA00086339 », notice no PA00086339 | 48° 51′ 28″ nord, 2° 21′ 23″ est     |       |
| Hôtel de Salm-Dyck                                                     | 7e arrondissement de Paris   | Paris                   | Île-de-France              | classé     | « PA00088736 », notice no PA00088736 | 48° 51′ 12″ nord, 2° 19′ 25″ est     |       |
| Maison de verre                                                        | 7e arrondissement de Paris   | Paris                   | Île-de-France              | classé     | « PA00088790 », notice no PA00088790 | 48° 51′ 14″ nord, 2° 19′ 41″ est     |       |
| Noviciat des Dominicains                                               | 7e arrondissement de Paris   | Paris                   | Île-de-France              | classé     | « PA00088792 », notice no PA00088792 | 48° 51′ 22″ nord, 2° 19′ 40″ est     |       |
| Hôtel Cail                                                             | 8e arrondissement de Paris   | Paris                   | Île-de-France              | inscrit    | « PA00088820 », notice no PA00088820 | 48° 52′ 39″ nord, 2° 19′ 03″ est     |       |
| Chapelle Notre-Dame-de-Consolation                                     | 8e arrondissement de Paris   | Paris                   | Île-de-France              | classé     | « PA00088810 », notice no PA00088810 | 48° 51′ 56″ nord, 2° 18′ 22″ est     |       |
| Immeuble                                                               | 9e arrondissement de Paris   | Paris                   | Île-de-France              | inscrit    | « PA00088949 », notice no PA00088949 | 48° 52′ 56″ nord, 2° 20′ 03″ est     |       |
| Motte féodale de Beaufort-Blavincourt                                  | Beaufort-Blavincourt         | Pas-de-Calais           | Hauts-de-France            | inscrit    | « PA00108195 », notice no PA00108195 | 50° 16′ 39″ nord, 2° 28′ 30″ est     |       |
| Basilique Notre-Dame-de-l'Immaculée-Conception de Boulogne-sur-Mer     | Boulogne-sur-Mer             | Pas-de-Calais           | Hauts-de-France            | classé     | « PA00108227 », notice no PA00108227 | 50° 43′ 34″ nord, 1° 36′ 54″ est     |       |
| Motte féodale de Buire-le-Sec                                          | Buire-le-Sec                 | Pas-de-Calais           | Hauts-de-France            | inscrit    | « PA00108242 », notice no PA00108242 | 50° 22′ 55″ nord, 1° 50′ 01″ est     |       |
| Église de la Nativité-de-Notre-Dame de Douriez                         | Douriez                      | Pas-de-Calais           | Hauts-de-France            | classé     | « PA00108264 », notice no PA00108264 | 50° 19′ 58″ nord, 1° 52′ 36″ est     |       |
| Église Saint-Hilaire de Frévent                                        | Frévent                      | Pas-de-Calais           | Hauts-de-France            | classé     | « PA00108287 », notice no PA00108287 | 50° 16′ 48″ nord, 2° 17′ 44″ est     |       |
| Motte féodale de Lisbourg                                              | Lisbourg                     | Pas-de-Calais           | Hauts-de-France            | inscrit    | « PA00108337 », notice no PA00108337 | 50° 30′ 17″ nord, 2° 12′ 35″ est     |       |
| Église Saint-Sépulcre                                                  | Saint-Omer                   | Pas-de-Calais           | Hauts-de-France            | classé     | « PA00108407 », notice no PA00108407 | 50° 45′ 09″ nord, 2° 15′ 15″ est     |       |
| Maison du poids public                                                 | Billom                       | Puy-de-Dôme             | Auvergne-Rhône-Alpes       | classé     | « PA00091916 », notice no PA00091916 | 45° 43′ 22″ nord, 3° 20′ 22″ est     |       |
| Tour de l'Horloge de Cébazat                                           | Cébazat                      | Puy-de-Dôme             | Auvergne-Rhône-Alpes       | inscrit    | « PA00091929 », notice no PA00091929 | 45° 49′ 49″ nord, 3° 06′ 01″ est     |       |
| Église Saint-Jean-Baptiste de La Chaulme                               | La Chaulme                   | Puy-de-Dôme             | Auvergne-Rhône-Alpes       | inscrit    | « PA00091972 », notice no PA00091972 | 45° 27′ 57″ nord, 3° 56′ 38″ est     |       |
| Couvent des Ursulines                                                  | Clermont-Ferrand             | Puy-de-Dôme             | Auvergne-Rhône-Alpes       | classé     | « PA00091987 », notice no PA00091987 | 45° 46′ 45″ nord, 3° 05′ 19″ est     |       |
| Porte de Lezoux                                                        | Lezoux                       | Puy-de-Dôme             | Auvergne-Rhône-Alpes       | inscrit    | « PA00092156 », notice no PA00092156 | 45° 49′ 40″ nord, 3° 22′ 44″ est     |       |
| Château de Beaubois                                                    | Lezoux                       | Puy-de-Dôme             | Auvergne-Rhône-Alpes       | inscrit    | « PA00092153 », notice no PA00092153 | 45° 52′ 01″ nord, 3° 23′ 18″ est     |       |
| Église Saint-Mamert de Montel-de-Gelat                                 | Montel-de-Gelat              | Puy-de-Dôme             | Auvergne-Rhône-Alpes       | inscrit    | « PA00092201 », notice no PA00092201 | 45° 56′ 14″ nord, 2° 34′ 56″ est     |       |
| Chapelle Saint-Cosne de Pérol                                          | Prondines                    | Puy-de-Dôme             | Auvergne-Rhône-Alpes       | inscrit    | « PA00092253 », notice no PA00092253 | 45° 45′ 53″ nord, 2° 42′ 52″ est     |       |
| Menhirs de Barbouly                                                    | Sainte-Christine             | Puy-de-Dôme             | Auvergne-Rhône-Alpes       | classé     | « PA00092345 », notice no PA00092345 | 46° 05′ 06″ nord, 2° 49′ 49″ est     |       |
| Église Notre-Dame de Vertaizon                                         | Vertaizon                    | Puy-de-Dôme             | Auvergne-Rhône-Alpes       | classé     | « PA00092459 », notice no PA00092459 | 45° 46′ 25″ nord, 3° 17′ 13″ est     |       |
| Camp de Choykanteguia                                                  | Idaux-Mendy                  | Pyrénées-Atlantiques    | Nouvelle-Aquitaine         | inscrit    | « PA00084401 », notice no PA00084401 | 43° 10′ 38″ nord, 0° 56′ 08″ ouest   |       |
| Enceinte protohistorique fortifiée de Larceveau-Arros-Cibits           | Lantabat                     | Pyrénées-Atlantiques    | Nouvelle-Aquitaine         | inscrit    | « PA00084424 », notice no PA00084424 | 43° 14′ 30″ nord, 1° 06′ 23″ ouest   |       |
| Camp protohistorique de Lantabat                                       | Lantabat                     | Pyrénées-Atlantiques    | Nouvelle-Aquitaine         | inscrit    | « PA00084423 », notice no PA00084423 | 43° 14′ 43″ nord, 1° 10′ 45″ ouest   |       |
| Enceinte protohistorique fortifiée de Larceveau-Arros-Cibits           | Larceveau-Arros-Cibits       | Pyrénées-Atlantiques    | Nouvelle-Aquitaine         | inscrit    | « PA00084425 », notice no PA00084425 | 43° 14′ 30″ nord, 1° 06′ 23″ ouest   |       |
| Enceinte protohistorique fortifiée de Larceveau-Arros-Cibits           | Ostabat-Asme                 | Pyrénées-Atlantiques    | Nouvelle-Aquitaine         | inscrit    | « PA00084484 », notice no PA00084484 | 43° 14′ 30″ nord, 1° 06′ 23″ ouest   |       |
| Église Saint-Martin de Sare                                            | Sare                         | Pyrénées-Atlantiques    | Nouvelle-Aquitaine         | inscrit    | « PA00084520 », notice no PA00084520 | 43° 18′ 47″ nord, 1° 34′ 50″ ouest   |       |
| Camp protohistorique de Lantabat                                       | Suhescun                     | Pyrénées-Atlantiques    | Nouvelle-Aquitaine         | inscrit    | « PA00084531 », notice no PA00084531 | 43° 14′ 43″ nord, 1° 10′ 45″ ouest   |       |
| Église de la Nativité-de-Notre-Dame de Baixas                          | Baixas                       | Pyrénées-Orientales     | Occitanie                  | classé     | « PA00103966 », notice no PA00103966 | 42° 45′ 02″ nord, 2° 48′ 30″ est     |       |
| Église Notre-Dame de Laval                                             | Caudiès-de-Fenouillèdes      | Pyrénées-Orientales     | Occitanie                  | classé     | « PA00103985 », notice no PA00103985 | 42° 48′ 07″ nord, 2° 23′ 06″ est     |       |
| Tour du Viguier                                                        | Caudiès-de-Fenouillèdes      | Pyrénées-Orientales     | Occitanie                  | inscrit    | « PA00103986 », notice no PA00103986 | 42° 48′ 46″ nord, 2° 22′ 30″ est     |       |
| Chapelle Saint-Vincent de Fourques                                     | Fourques                     | Pyrénées-Orientales     | Occitanie                  | inscrit    | « PA00104030 », notice no PA00104030 | 42° 35′ 07″ nord, 2° 47′ 14″ est     |       |
| Château d'Évol                                                         | Olette                       | Pyrénées-Orientales     | Occitanie                  | inscrit    | « PA00104058 », notice no PA00104058 | 42° 34′ 25″ nord, 2° 15′ 14″ est     |       |
| Église Saint-Romain de Réal                                            | Réal                         | Pyrénées-Orientales     | Occitanie                  | inscrit    | « PA00104105 », notice no PA00104105 | 42° 37′ 57″ nord, 2° 07′ 58″ est     |       |
| Tour de Goa                                                            | Sahorre                      | Pyrénées-Orientales     | Occitanie                  | inscrit    | « PA00104110 », notice no PA00104110 | 42° 31′ 22″ nord, 2° 22′ 38″ est     |       |
| Église Sainte-Anne                                                     | Saint-Benoît                 | La Réunion              | La Réunion                 | classé     | « PA00105811 », notice no PA00105811 | 21° 04′ 49″ sud, 55° 44′ 34″ est     |       |
| Église Saint-Louis                                                     | Saint-Louis                  | La Réunion              | La Réunion                 | inscrit    | « PA00105824 », notice no PA00105824 | 21° 17′ 18″ sud, 55° 24′ 28″ est     |       |
| Hôtel de ville de Saint-Pierre                                         | Saint-Pierre                 | La Réunion              | La Réunion                 | classé     | « PA00105829 », notice no PA00105829 | 21° 20′ 31″ sud, 55° 28′ 40″ est     |       |
| Église Saint-Martin                                                    | Salazie                      | La Réunion              | La Réunion                 | classé     | « PA00105834 », notice no PA00105834 | 21° 01′ 49″ sud, 55° 28′ 37″ est     |       |
| Maison des Frères des Écoles chrétiennes                               | Caluire-et-Cuire             | Rhône                   | Auvergne-Rhône-Alpes       | inscrit    | « PA00117728 », notice no PA00117728 | 45° 47′ 55″ nord, 4° 50′ 42″ est     |       |
| Église Saint-Blaise de Chassagny                                       | Beauvallon                   | Rhône                   | Auvergne-Rhône-Alpes       | inscrit    | « PA00117739 », notice no PA00117739 | 45° 36′ 22″ nord, 4° 43′ 55″ est     |       |
| Aqueduc de l'Yzeron                                                    | Craponne                     | Rhône                   | Auvergne-Rhône-Alpes       | inscrit    | « PA00117753 », notice no PA00117753 | 45° 44′ 59″ nord, 4° 44′ 07″ est     |       |
| Château de Francheville                                                | Francheville                 | Rhône                   | Auvergne-Rhône-Alpes       | inscrit    | « PA00117763 », notice no PA00117763 | 45° 44′ 11″ nord, 4° 46′ 12″ est     |       |
| Château de la Fay                                                      | Larajasse                    | Rhône                   | Auvergne-Rhône-Alpes       | inscrit    | « PA00117775 », notice no PA00117775 | 45° 36′ 23″ nord, 4° 30′ 09″ est     |       |
| Église Saint-Polycarpe                                                 | 1er arrondissement           | Rhône                   | Auvergne-Rhône-Alpes       | classé     | « PA00117804 », notice no PA00117804 | 45° 46′ 12″ nord, 4° 50′ 01″ est     |       |
| Théâtre de l'Eldorado                                                  | 3e arrondissement            | Rhône                   | Auvergne-Rhône-Alpes       | inscrit    | « PA00117990 », notice no PA00117990 | 45° 45′ 16,6″ nord, 4° 50′ 43,8″ est |       |
| Église Saint-Georges                                                   | 5e arrondissement            | Rhône                   | Auvergne-Rhône-Alpes       | inscrit    | « PA00117797 », notice no PA00117797 | 45° 45′ 28″ nord, 4° 49′ 32″ est     |       |
| Hôtel de Cuzieu                                                        | 2e arrondissement            | Rhône                   | Auvergne-Rhône-Alpes       | inscrit    | « PA00117815 », notice no PA00117815 | 45° 45′ 15″ nord, 4° 49′ 54″ est     |       |
| Parc de la Tête d'Or                                                   | 6e arrondissement de Lyon    | Rhône                   | Auvergne-Rhône-Alpes       | inscrit    | « PA00117982 », notice no PA00117982 | 45° 46′ 50″ nord, 4° 51′ 15″ est     |       |
| Gare des Brotteaux                                                     | 6e arrondissement de Lyon    | Rhône                   | Auvergne-Rhône-Alpes       | classé     | « PA00117809 », notice no PA00117809 | 45° 46′ 02″ nord, 4° 51′ 35″ est     |       |
| Tour Chappe de Marcy                                                   | Marcy                        | Rhône                   | Auvergne-Rhône-Alpes       | inscrit    | « PA00117994 », notice no PA00117994 | 45° 54′ 47″ nord, 4° 41′ 01″ est     |       |
| Église Saint-Antoine d'Ouroux                                          | Ouroux                       | Rhône                   | Auvergne-Rhône-Alpes       | classé     | « PA00118013 », notice no PA00118013 | 46° 13′ 52″ nord, 4° 35′ 39″ est     |       |
| Chapelle de Moifond                                                    | Pusignan                     | Rhône                   | Auvergne-Rhône-Alpes       | inscrit    | « PA00118018 », notice no PA00118018 | 45° 44′ 37″ nord, 5° 04′ 15″ est     |       |
| Croix de chemin du Perroux                                             | Saint-Clément-sur-Valsonne   | Rhône                   | Auvergne-Rhône-Alpes       | inscrit    | « PA00118024 », notice no PA00118024 | 45° 56′ 18″ nord, 4° 27′ 02″ est     |       |
| Église Saint-Laurent de Saint-Laurent-d'Oingt                          | Val d'Oingt                  | Rhône                   | Auvergne-Rhône-Alpes       | inscrit    | « PA00118049 », notice no PA00118049 | 45° 56′ 40″ nord, 4° 33′ 49″ est     |       |
| Maison                                                                 | Sainte-Foy-lès-Lyon          | Rhône                   | Auvergne-Rhône-Alpes       | inscrit    | « PA00118032 », notice no PA00118032 | 45° 44′ 17″ nord, 4° 48′ 04″ est     |       |
| Tour et remparts de Villefranche-sur-Saône                             | Villefranche-sur-Saône       | Rhône                   | Auvergne-Rhône-Alpes       | inscrit    | « PA00118100 », notice no PA00118100 | 45° 59′ 16″ nord, 4° 43′ 12″ est     |       |
| Château de Chaumont-la-Guiche                                          | Saint-Bonnet-de-Joux         | Saône-et-Loire          | Bourgogne-Franche-Comté    | lassé M    | « PA00113423 », notice no PA00113423 | 46° 29′ 47″ nord, 4° 25′ 22″ est     |       |
| Château d'Ardenay                                                      | Ardenay-sur-Mérize           | Sarthe                  | Pays de la Loire           | inscrit    | « PA00109660 », notice no PA00109660 | 47° 59′ 30″ nord, 0° 25′ 57″ est     |       |
| Site archéologique de Cherré                                           | Aubigné-Racan                | Sarthe                  | Pays de la Loire           | classé     | « PA00109667 », notice no PA00109667 | 47° 39′ 48″ nord, 0° 14′ 10″ est     |       |
| Menhir de La Serpinerie                                                | Dissay-sous-Courcillon       | Sarthe                  | Pays de la Loire           | classé     | « PA00109736 », notice no PA00109736 | 47° 41′ 06″ nord, 0° 29′ 22″ est     |       |
| Menhir de la Pierre Levée                                              | Dissay-sous-Courcillon       | Sarthe                  | Pays de la Loire           | classé     | « PA00109738 », notice no PA00109738 | 47° 40′ 30″ nord, 0° 29′ 04″ est     |       |
| Camp de Saint-Evroult                                                  | Gesnes-le-Gandelin           | Sarthe                  | Pays de la Loire           | classé     | « PA00109769 », notice no PA00109769 | 48° 21′ 19″ nord, 0° 02′ 53″ est     |       |
| Collège des Oratoriens                                                 | Le Mans                      | Sarthe                  | Pays de la Loire           | classé     | « PA00109852 », notice no PA00109852 | 48° 00′ 37″ nord, 0° 12′ 00″ est     |       |
| Pierre couverte                                                        | Parigné-le-Pôlin             | Sarthe                  | Pays de la Loire           | classé     | « PA00109901 », notice no PA00109901 | 47° 51′ 30″ nord, 0° 05′ 33″ est     |       |
| Château de Boigne                                                      | Chambéry                     | Savoie                  | Auvergne-Rhône-Alpes       | inscrit    | « PA00118225 », notice no PA00118225 | 45° 33′ 52″ nord, 5° 56′ 15″ est     |       |
| Fontaine des éléphants                                                 | Chambéry                     | Savoie                  | Auvergne-Rhône-Alpes       | classé     | « PA00118233 », notice no PA00118233 | 45° 34′ 00″ nord, 5° 55′ 22″ est     |       |
| Château de Chevron                                                     | Mercury                      | Savoie                  | Auvergne-Rhône-Alpes       | inscrit    | « PA00118274 », notice no PA00118274 | 45° 40′ 30″ nord, 6° 20′ 14″ est     |       |
| Ancienne église Saint-Fursy de Lagny-sur-Marne                         | Lagny-sur-Marne              | Seine-et-Marne          | Île-de-France              | classé     | « PA00087045 », notice no PA00087045 | 48° 52′ 39″ nord, 2° 42′ 15″ est     |       |
| Église Saints-Cyr-et-Julitte de Vimpelles                              | Vimpelles                    | Seine-et-Marne          | Île-de-France              | classé     | « PA00087328 », notice no PA00087328 | 48° 26′ 20″ nord, 3° 09′ 57″ est     |       |
| Vestiges gallo-romains de Caudebec-lès-Elbeuf                          | Caudebec-lès-Elbeuf          | Seine-Maritime          | Normandie                  | inscrit    | « PA00100604 », notice no PA00100604 | 49° 17′ 00″ nord, 1° 01′ 33″ est     |       |
| Parc à l'anglaise du duc d'Orléans et lycée Albert Schweitzer          | Le Raincy                    | Seine-Saint-Denis       | Île-de-France              | inscrit    | « PA00079949 », notice no PA00079949 | 48° 53′ 27″ nord, 2° 30′ 58″ est     |       |
| Château de Bertangles                                                  | Bertangles                   | Somme                   | Hauts-de-France            | classé     | « PA00116097 », notice no PA00116097 | 49° 58′ 21″ nord, 2° 18′ 06″ est     |       |
| Immeuble                                                               | Oisemont                     | Somme                   | Hauts-de-France            | inscrit    | « PA00116212 », notice no PA00116212 | 49° 57′ 17″ nord, 1° 46′ 01″ est     |       |
| Château de Moissaguel                                                  | Touffailles                  | Tarn-et-Garonne         | Occitanie                  | inscrit    | « PA00095893 », notice no PA00095893 | 44° 16′ 47″ nord, 0° 59′ 55″ est     |       |
| Pavillon Baltard                                                       | Nogent-sur-Marne             | Val-de-Marne            | Île-de-France              | classé     | « PA00079895 », notice no PA00079895 | 48° 49′ 59″ nord, 2° 28′ 31″ est     |       |
| Moulin de la Chaussée                                                  | Saint-Maurice                | Val-de-Marne            | Île-de-France              | inscrit    | « PA00079906 », notice no PA00079906 | 48° 49′ 05″ nord, 2° 25′ 25″ est     |       |
| Église Saint-Laurent d'Ollioules                                       | Ollioules                    | Var                     | Provence-Alpes-Côte d'Azur | classé     | « PA00081685 », notice no PA00081685 | 43° 08′ 23″ nord, 5° 50′ 50″ est     |       |
| Église Notre-Dame-de-l'Assomption de Taradeau                          | Taradeau                     | Var                     | Provence-Alpes-Côte d'Azur | classé     | « PA00081746 », notice no PA00081746 | 43° 27′ 13″ nord, 6° 25′ 59″ est     |       |
| Maison des Chartreux                                                   | Avignon                      | Vaucluse                | Provence-Alpes-Côte d'Azur | inscrit    | « PA00081907 », notice no PA00081907 | 43° 57′ 03″ nord, 4° 48′ 13″ est     |       |
| Chapelle Notre-Dame des Vignères                                       | Cavaillon                    | Vaucluse                | Provence-Alpes-Côte d'Azur | classé     | « PA00082020 », notice no PA00082020 | 43° 52′ 49″ nord, 5° 00′ 23″ est     |       |
| Maison                                                                 | Lagnes                       | Vaucluse                | Provence-Alpes-Côte d'Azur | inscrit    | « PA00082059 », notice no PA00082059 | 43° 53′ 38″ nord, 5° 06′ 53″ est     |       |
| Église Saint-Michel de Malaucène                                       | Malaucène                    | Vaucluse                | Provence-Alpes-Côte d'Azur | classé     | « PA00082070 », notice no PA00082070 | 44° 03′ 35″ nord, 5° 07′ 04″ est     |       |
| Château de Fargues                                                     | Le Pontet                    | Vaucluse                | Provence-Alpes-Côte d'Azur | classé     | « PA00082136 », notice no PA00082136 | 43° 57′ 26″ nord, 4° 51′ 34″ est     |       |
| Petit-Moulin                                                           | Châteauneuf                  | Vendée                  | Pays de la Loire           | inscrit    | « PA00110070 », notice no PA00110070 | 46° 54′ 55″ nord, 1° 55′ 13″ ouest   |       |
| Église Saint-Pierre de Cheffois                                        | Cheffois                     | Vendée                  | Pays de la Loire           | classé     | « PA00110075 », notice no PA00110075 | 46° 40′ 05″ nord, 0° 47′ 24″ ouest   |       |
| Pont de Fleuriau                                                       | Faymoreau                    | Vendée                  | Pays de la Loire           | inscrit    | « PA00110093 », notice no PA00110093 | 46° 32′ 22″ nord, 0° 38′ 40″ ouest   |       |
| Moulin à vent de Mouilleron-en-Pareds                                  | Mouilleron-Saint-Germain     | Vendée                  | Pays de la Loire           | inscrit    | « PA00110175 », notice no PA00110175 | 46° 40′ 23″ nord, 0° 49′ 44″ ouest   |       |
| Pierres Jumelles                                                       | Olonne-sur-Mer               | Vendée                  | Pays de la Loire           | classé     | « PA00110193 », notice no PA00110193 | 46° 31′ 45″ nord, 1° 45′ 03″ ouest   |       |
| Pont de Fleuriau                                                       | Puy-de-Serre                 | Vendée                  | Pays de la Loire           | inscrit    | « PA00110207 », notice no PA00110207 | 46° 32′ 22″ nord, 0° 38′ 40″ ouest   |       |
| Église Saint-Louis de La Roche-sur-Yon                                 | La Roche-sur-Yon             | Vendée                  | Pays de la Loire           | classé     | « PA00110212 », notice no PA00110212 | 46° 40′ 15″ nord, 1° 25′ 29″ ouest   |       |
| Logis de la Popelinière                                                | Sainte-Gemme-la-Plaine       | Vendée                  | Pays de la Loire           | inscrit    | « PA00110233 », notice no PA00110233 | 46° 29′ 04″ nord, 1° 07′ 04″ ouest   |       |
| Château de Rochemaux                                                   | Charroux                     | Vienne                  | Nouvelle-Aquitaine         | inscrit    | « PA00105384 », notice no PA00105384 | 46° 08′ 55″ nord, 0° 22′ 43″ est     |       |
| Château de Sautonne                                                    | Martaizé                     | Vienne                  | Nouvelle-Aquitaine         | inscrit    | « PA00105524 », notice no PA00105524 | 46° 55′ 04″ nord, 0° 04′ 13″ est     |       |
| Scierie Lajus                                                          | Celles-sur-Plaine            | Vosges                  | Grand Est                  | inscrit    | « PA00107100 », notice no PA00107100 | 48° 26′ 18″ nord, 6° 55′ 32″ est     |       |
| Croix de carrefour                                                     | Gruey-lès-Surance            | Vosges                  | Grand Est                  | classé     | « PA00107184 », notice no PA00107184 | 48° 02′ 19″ nord, 6° 11′ 10″ est     |       |
| Chapelle de la Oultre                                                  | Mirecourt                    | Vosges                  | Grand Est                  | inscrit    | « PA00107202 », notice no PA00107202 | 48° 17′ 58″ nord, 6° 08′ 22″ est     |       |
| Pont Stanislas                                                         | Mirecourt                    | Vosges                  | Grand Est                  | inscrit    | « PA00107205 », notice no PA00107205 | 48° 18′ 02″ nord, 6° 08′ 13″ est     |       |
| Camp celtique de la Bure                                               | Saint-Dié-des-Vosges         | Vosges                  | Grand Est                  | classé     | « PA00107274 », notice no PA00107274 | 48° 19′ 35″ nord, 6° 56′ 18″ est     |       |
| Pilori des princes                                                     | Senones                      | Vosges                  | Grand Est                  | inscrit    | « PA00107300 », notice no PA00107300 | 48° 23′ 43″ nord, 6° 58′ 57″ est     |       |
| Hôtel Messier                                                          | Senones                      | Vosges                  | Grand Est                  | inscrit    | « PA00107297 », notice no PA00107297 | 48° 23′ 43″ nord, 6° 58′ 56″ est     |       |
| Hôtel de Montfort                                                      | Senones                      | Vosges                  | Grand Est                  | inscrit    | « PA00107298 », notice no PA00107298 | 48° 23′ 42″ nord, 6° 58′ 57″ est     |       |
| Église d'Aillant-sur-Tholon                                            | Aillant-sur-Tholon           | Yonne                   | Bourgogne-Franche-Comté    | inscrit    | « PA00113567 », notice no PA00113567 | 47° 52′ 27″ nord, 3° 21′ 01″ est     |       |
| Lavoir de Brienon-sur-Armançon                                         | Brienon-sur-Armançon         | Yonne                   | Bourgogne-Franche-Comté    | classé     | « PA00113627 », notice no PA00113627 | 47° 59′ 33″ nord, 3° 37′ 07″ est     |       |
| Ferrier antique de Tannerre-en-Puisaye                                 | Tannerre-en-Puisaye          | Yonne                   | Bourgogne-Franche-Comté    | classé     | « PA00113898 », notice no PA00113898 | 47° 44′ 19″ nord, 3° 07′ 59″ est     |       |
| Maison Fournaise                                                       | Chatou                       | Yvelines                | Île-de-France              | inscrit    | « PA00087403 », notice no PA00087403 | 48° 53′ 22″ nord, 2° 09′ 47″ est     |       |
| Église Saint-Jean-Baptiste de Choisel                                  | Choisel                      | Yvelines                | Île-de-France              | inscrit    | « PA00087407 », notice no PA00087407 | 48° 41′ 15″ nord, 2° 01′ 05″ est     |       |